# 曹學程
曹學程（1554年—1608年），字希明，號心洛，廣西桂林府全州人，民籍，明朝御史。萬曆七年（1579年）孝廉。十一年（公元1583年）進士，曾經因日本侵略朝鮮上書直諫，得罪萬曆帝，多次差點被斬首。但仍然遭拷打、入獄十年，李太后向皇帝求情，才被流放。出獄不久後病死，年僅五十五歲。天啓帝為之昭雪，並追贈太僕寺少卿。

## 生平
萬曆七年（1579年）己卯科廣西鄉試第七名，三十歲中式萬曆十一年（1583年）癸未科會試第一百九十一名，登三甲第二百二十五名進士，十二年任石首縣縣令，丁憂歸。十七年補寧海縣縣令，十八年（1590年）修《寧海縣志》。政績卓著，二十年升广东道御史，二十一年巡青，二十二年清理屯田，二十四年巡按直隶。
後來日本侵略朝鮮，萬曆和戰失據，又想派宋應昌等出援；一面又想與日軍議和。曹學程上疏反對議和，觸怒萬曆，萬曆稱其受指使，刻意攻擊皇帝，命逮下錦衣衞嚴訊。學程被拷打成體無完膚，也不說出所謂的指使者，改由刑部定罪。朝中大臣蕭大亨、侯廷珮、陳于陛、沈一貫、趙志皋等不分東林黨、齊楚浙黨，都為他上書陳情，並說曹學程其母九十餘歲，希望能釋放，但萬曆都無動於衷。萬曆非常恨曹學程，多次赦免罪人，惟獨不肯釋放曹學程。曹學程身陷囹圄十年，三次令押赴法場陪斬，有一次萬曆想斬殺他，但因出現龍捲風吹翻屋瓦，監斬官乞求延期。學程之子曹正儒上血書，乞求代父一死，皇帝也不答應。
萬曆三十四年（1606年）九月，李太后得知曹學程其母九十餘歲，於是幫他向萬曆帝求情，閣老朱賡、東廠提督陳萬化也看他可憐，乘機向皇帝跪求。萬曆看在太后、朱賡與陳萬化的面子，才讓曹學程出獄，但依然發命其發配湖廣寧遠。
曹學程因多年牢獄、拷打，健康受到很大的影響，不久後病逝，年五十五。
天啓初，天啓帝認為他忠義可風，為其平反，贈太僕寺少卿。崇禎帝旌表曹正儒為孝子，立牌坊。

## 家族
曾祖曹穟，鄉賓；祖父曹鵾；父曹體元，壽官。母蔣氏。具庆下。兄學思、學參（知县）、學皋。弟學蘇（贡士）、學朱、學易（贡士）、學雍。

## 腳註
1. ↑  （明）张朝瑞. . 《续修四库全书》史部第828册.
2. ↑  鲁小俊，江俊伟著. . 武汉：武汉大学出版社. 2009. ISBN 978-7-307-07043-1.
3. ↑  《萬曆十一年癸未科進士履歷便覽》：曹心程，心洛，诗五房，甲寅十一月初一日生。全州人，己卯七名，三甲二百二十五名。户部政，甲申升石首知縣，丁憂，己亥復除海寧知縣，壬辰行取廣東道御史，癸巳巡青，甲午差屯田，丙申建言，壬戌卒。
4. ↑  《大明神宗显皇帝实录卷之二百九十七》：万历二十四年五月壬申，直隶巡按曹学程题倭情已变，封事宜停。本兵谓辽东抚按之报，见谓流言，今册使李宗城之揭将不足凭乎。倭情已变，犹云未便；封事已坏，犹云可成。贼臣误国，一至于此，吾谁欺，欺天乎！今据李宗城揭，称关白执沈惟敬要求七事，原不为封，虽不显言，大都有据。倭情变诈异常，贪饕无厌，得封不已，必求入贡；入贡不已，必求互市；互市不已，必求和婚；和婚不已，必求朝鲜纳赋；纳赋不已，必求割地；割地不已，必席卷朝鲜，渡鸭绿江，而蓟辽危矣。倭情吐露不待今日，宋应昌经略之始，李如松入援之时，沈惟敬使倭之日，已与歃盟，即不尽许七事，业已轻诺二三。顾养谦封贡一疏，李如松与沈惟敬一札，情形败露，不在于沈惟敬就擒之日，已觉发于诸龙光未死之先矣。不然朝鲜日本一苇可航，悠悠年馀，何不一决此，其故不难于一封，而难于七事，不辩可知也。石星狠狠自用，志皋碌碌倚阿，元辅枢臣不得辞其责矣。 上报曰：今差科臣乃是 上意，且 累朝往封朝鲜、琉球，或内臣或文臣充正使、副使，今李宗城纨裤乳子，偷生辱命，欲著一风力科臣前去，一以完封，二以看彼中情形，何 君命方下，辄纷纷阻挠推诿。常时每以微细之故，喋喋烦渎，欲伏斧鑕不辞。及至委用，又捱迟不遵，其附和取荣，背 君弃义又明矣。奉旨原推科臣未推御史辄来狥私抗渎，内必有贿嘱关节，下学程锦衣卫问。
5. ↑  《大明神宗显皇帝实录卷之四百二十五》：万历三十四年九月乙未，纳辅臣朱赓言，释御史曹学程狱，遣充湖广宁远卫军。赓疏略云：昨见 万寿圣旦， 皇上涣然下审录之疏，中外臣工呼嵩与颂德之声震于山谷，不知增 皇上几多洪福，诚推此恩，并释学程之系，则臣民欢祝当益腾涌，而 皇上享无疆之历数，亦与天无极矣。疏奏翌日，即传旨降赦云。
6. ↑  龚延明主编. . 宁波: 宁波出版社. 2016. ISBN 978-7-5526-2320-8. 《天一閣藏明代科舉錄選刊.登科錄》之《萬曆十一年癸未科殿試登科錄》

## 延伸阅读
[在维基数据编辑]
 《明史卷二百三十四》，出自《明史》